# Dolichoderus taprobanae
Dolichoderus taprobanae é uma espécie de formiga do gênero Dolichoderus.